# 特波斯特兰
特波斯特兰（西班牙語：Tepoztlán）是墨西哥的城鎮，由莫雷洛斯州負責管轄，位於該國南部，距離首都墨西哥城75公里，始建於1820年，面積242平方公里，海拔高度1,703米，2005年人口36,145。

## 词源
特波斯特兰（西班牙語：Tepoztlán）源自纳瓦特尔语，意思是“丰富铜的地方”或“破碎岩石的地方”。这源自“tepoz-tli”（铜）和“tlan”（丰富的地方/地方）。

## 外部連結
- Encyclopedia of Mexican Municipalities: Tepoztlán - In Spanish.
- 360 Virtual Tour （页面存档备份，存于） Ex-convent of Dominico de la Natividad .

18°59′10″N 99°06′02″W / 18.98622°N 99.10051°W